# 海士町中央図書館
海士町中央図書館（あまちょうちゅうおうとしょかん）は、島根県隠岐郡海士町にある公共図書館。2010年（平成22年）10月16日、海士町役場に隣接する隠岐開発総合センターの1階に開館した。海士町の図書館等施設は、海士町中央図書館に加えて18の図書分館からなる。

## 特色
隠岐諸島の島前にある隠岐郡海士町には長らく図書館が存在しなかったが、2002年（平成14年）に就任した山内道雄町長は図書館を街づくりの中核に据えた。2007年（平成19年）10月には学校（保育園から高校まで）や公共施設（地区公民館や港）を図書分館と位置付けてネットワーク化し、島全体をひとつの図書館とみなす「島まるごと図書館構想」を策定した。
2010年（平成22年）10月16日には構想の中心施設である海士町中央図書館が開館。海士町中央図書館は「滞在・交流型図書館」を運営コンセプトとしている。その取り組みは「分散型図書館サービスの先駆例」と評価され、2014年（平成26年）には知的資源イニシアティブが主催するLibrary of the Year優秀賞を受賞した。海士町中央図書館には全国から多くの視察者が訪れている。
2015年末時点の蔵書数は31,012冊、2015年度の貸出数は14,110冊だった。2015年度末の海士町の人口は2,344人であるため、住民1人あたり蔵書数は13.2冊、住民1人あたり貸出数は6.0冊だった。2015年度の図書購入費と新聞・雑誌購入費の合計は1,617,000円だった。

## 運営方針

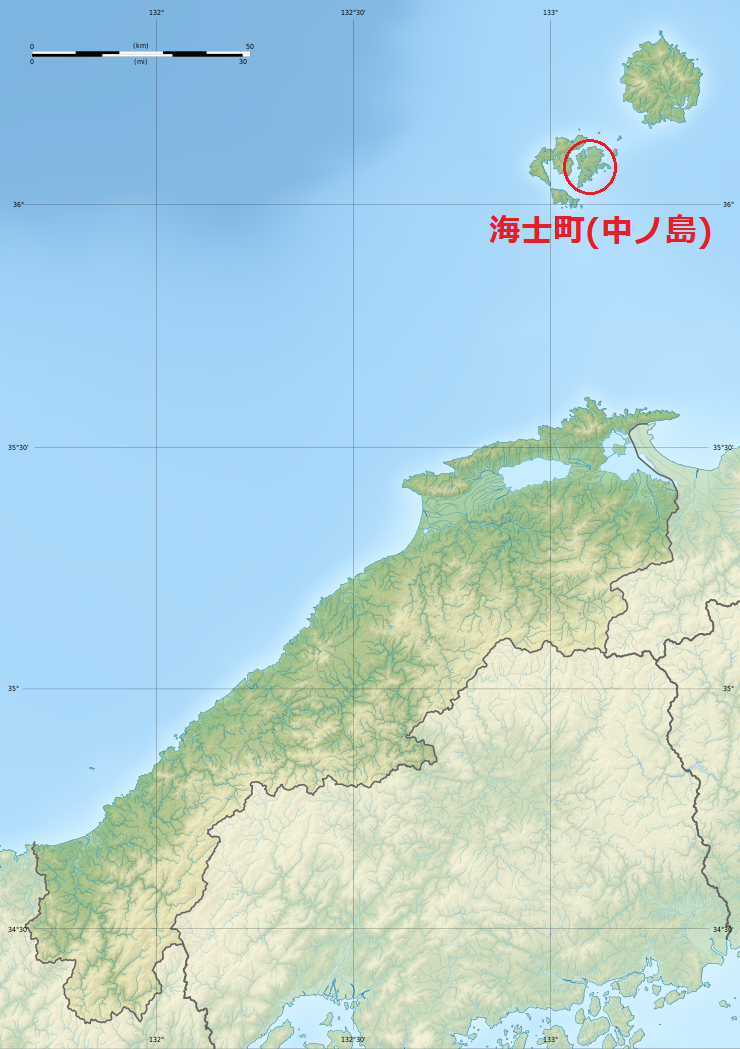
隠岐諸島・島前にある海士町（中ノ島）

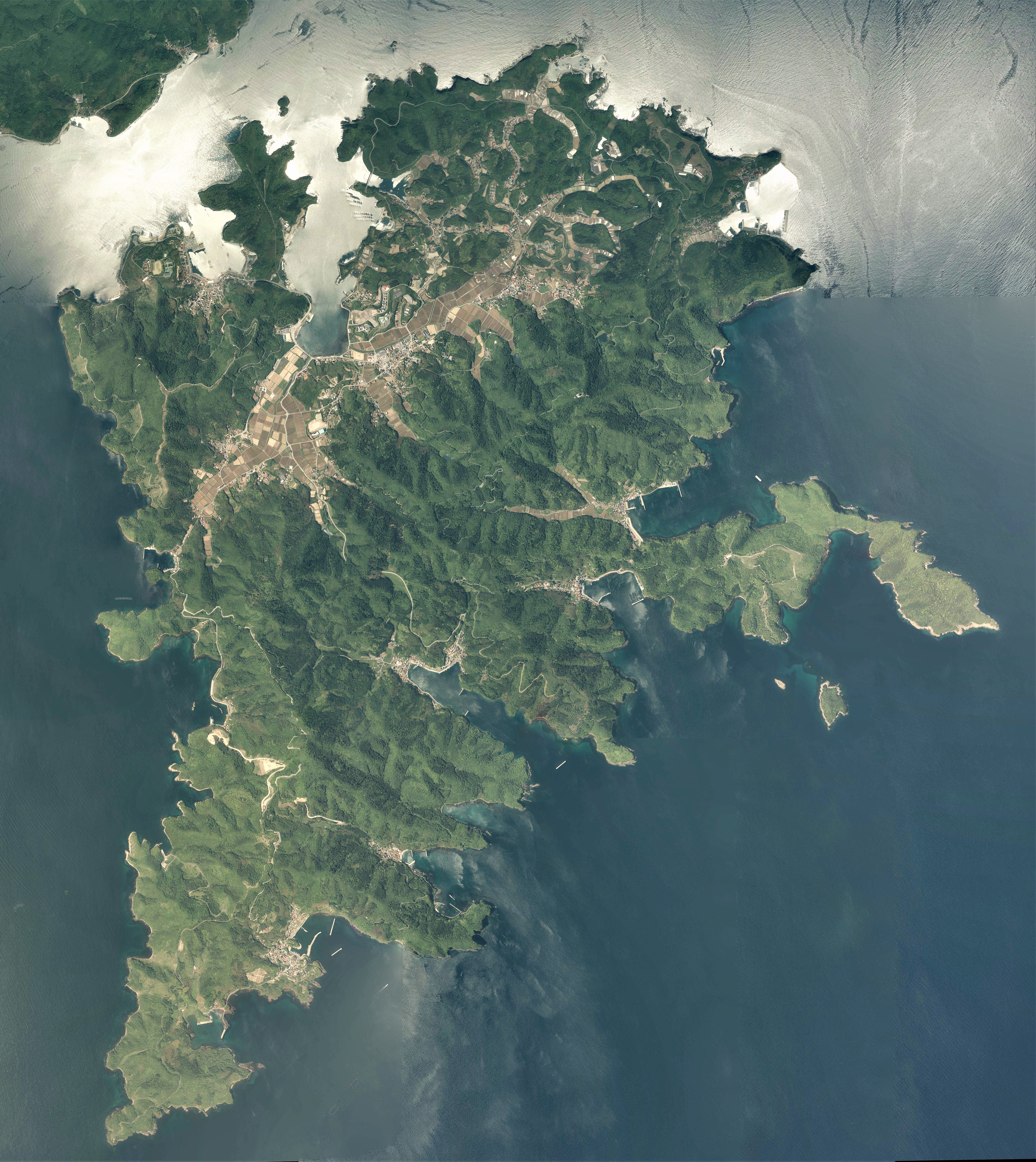
中ノ島の航空写真

### 基本目標
海士町中央図書館は基本目標として以下の4点を掲げている。
1. 赤ちゃんからお年寄りまで全ての島民が読書に親しむことができる、島の暮らしに溶け込んだ図書館
2. 島民が集い、憩うことのできる親しみやすい図書館
3. 「島民の生活」、町の施策である「人づくり」・「まちづくり」を支える情報拠点としての図書館
4. 自己実現できる生涯学習の場としての図書館

### 重点施策
上記の基本目標を実現するために、海士町中央図書館は重点施策として以下の4点を掲げている。
1. 島民個々のニーズに応じた読書機会の提供
  - 中央図書館の運営及びサービスの向上
  - 本の宅配便の実施、地区図書分館への配本活動
2. 海士の子どもたちへの読書活動推進
  - 新生児へのえほんのプレゼント
  - 保育園・小学校への読み聞かせ、おはなし回等の開催
  - 学校図書館の支援
3. 人材育成
  - 図書館・読み聞かせボランティアの育成・支援
  - 図書館関係者向けの研修会の開催
  - 学校司書連絡会の開催
4. 地域情報の収集と情報発信
  - 海士に関する歴史的資料の収集と提供
  - 海士に関する最新情報の収集と発信

## 歴史

### 海士町の状況

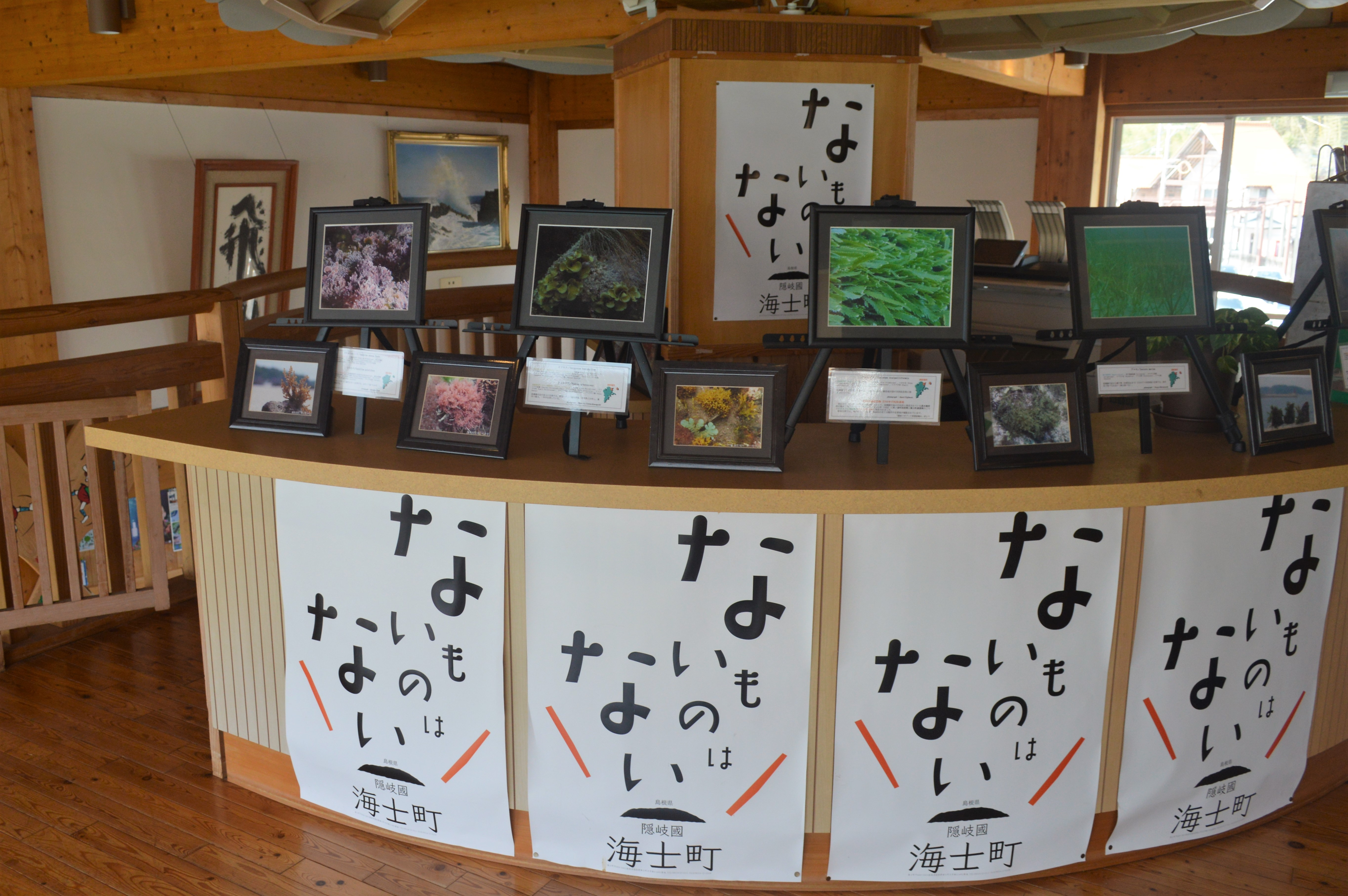
山内が提唱した合言葉「ないものはない」のポスター

島根県隠岐郡海士町は隠岐諸島の島前にある町であり、中ノ島全域を町域とする1島1町の自治体である。島根半島からの距離は約60kmであり、松江市の七類港や鳥取県境港市の境港から高速船で約2時間である。海士町の面積は33.46km2、2015年度末の人口は2,344人である。住民の約40%が65歳以上と、少子高齢化が進んでいる。
主産業である漁業の不振から、2000年代前半の海士町は財政破綻寸前の状況に陥っていた。2002年（平成14年）に山内道雄が町長に就任すると、山内は「ないものはない」を合言葉に大胆な地域振興策を打ち出し、教育面では公立学習塾「隠岐國学習センター」の設置や、ICTを活用した遠隔授業の採用などを行っている。今日の海士町は、地域再生・地域活性化の先進的事例として引き合いに出されることも多い。

### 図書館開館前（2010年以前）

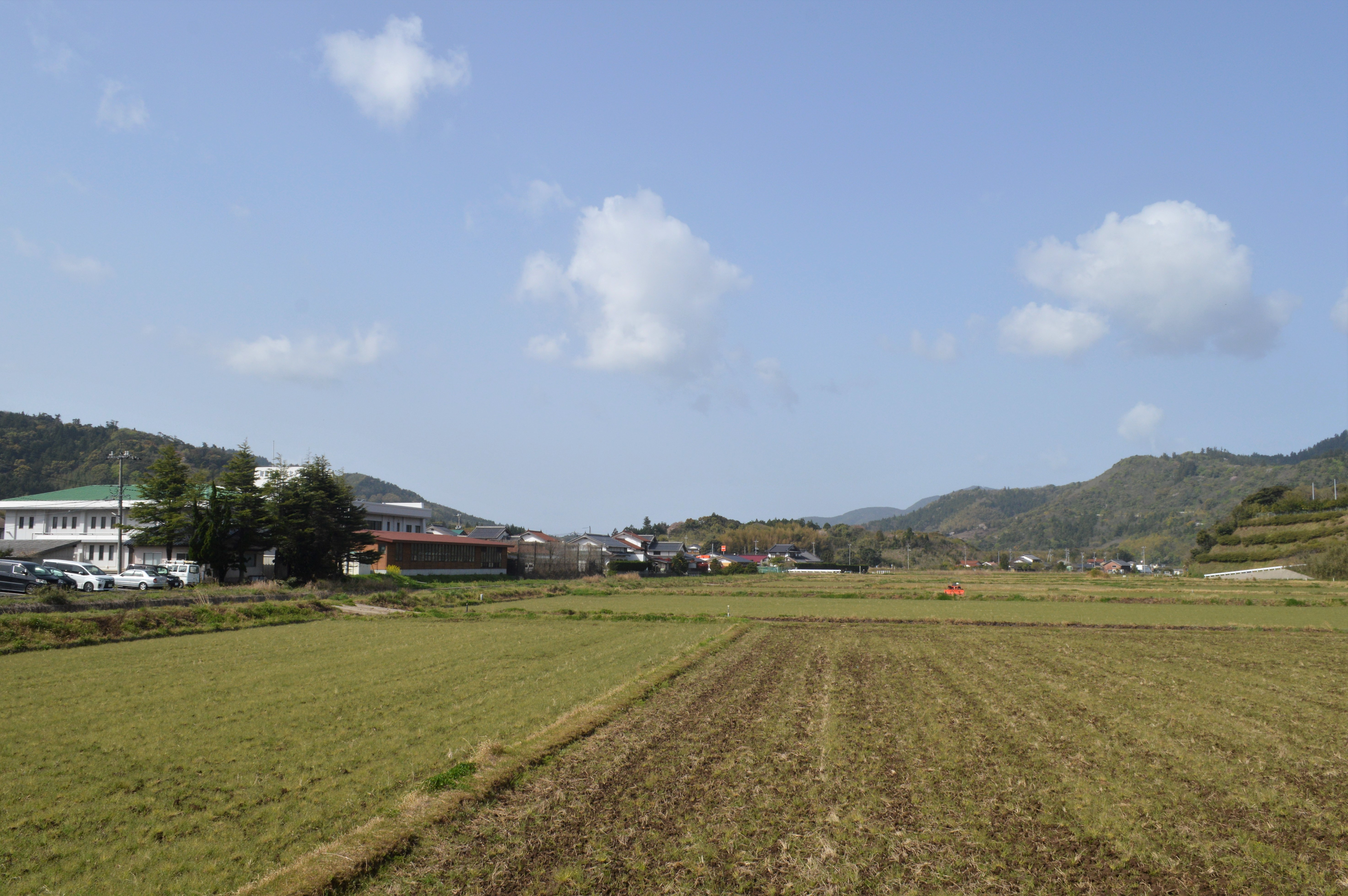
海士町中央図書館（中央左）と周囲の環境

海士町には長らく図書館がなく、書店は1軒あるのみだった。書店の品揃えは雑誌が中心であり、図書は注文しなければ入手できないような状況だった。海士町役場に隣接する隠岐開発総合センターに海士町中央公民館図書室があり、2階の図書室と1階の階段脇に置かれた書架からなっていた。中央公民館図書室の蔵書に加えて、島根県立図書館からも半年に一度の頻度で約600冊を借りて提供していた。ただし、中央公民館図書室の蔵書は大人向けの本ばかりであり、また町内に2校ある小学校の図書室は古い本ばかりだった。中央公民館図書室は雰囲気の暗さもあって、訪れる住民はまばらだった。離島という立地条件のために隣接自治体の図書館を利用するという選択肢がなく、住民の大半が図書館を知らなかった。2003年度（平成15年度）の中央公民館図書室の蔵書数は約3,500冊であり、貸出数は1,189冊だった。
海士町長の山内は将来の人づくり施策として読書を掲げた。2007年度と2008年度には文部科学省の「“読む・調べる”習慣の確立に向けた実践研究事業」を受託し、司書や読書推進コーディネーターなど3人の職員を採用。2007年（平成19年）10月には「島まるごと図書館構想」を策定して図書館事業をスタートさせた。同年11月には海士町内の各学校に対する学校司書の配置を開始し、同時に地区公民館やフェリー乗り場などの公共施設に図書分館の設置を開始した。同年12月には海士町中央公民館図書室をリニューアルしており、図書スペースの拡充、図書の新規購入、古い図書の廃棄、蔵書検索機の設置、郷土資料コーナーの設置などを行っている。
島根県は学校司書の配置率が全国1位であり、学校司書の配置に関して海士町は県の支援を受けることができた。1人もいなかった学校司書を2人採用し、けいしょう保育園（私立）・海士町立海士小学校・海士町立福井小学校・海士町立海士中学校・島根県立隠岐島前高等学校すべてに司書を配置した。3校で年間計50万円だった小中学校の図書購入費を180万円に増やし、古い本は思い切って廃棄処分とした。各学校の学校図書館は実質的に会議室として使用されていたが、専用の図書室に改装している。
このようにして学校図書館の環境を充実させたことで、子どもたちの年間の読書量は取り組み開始前の10倍以上に増えた。2007年度の学校図書館における総貸出数は760冊だったが、2009年度は約8倍の6,100冊となった。3校の総児童数は約100人なので、1人が年間60冊近く借りた計算となる。また、学校図書館を「読書の場」としてだけでなく、「主体的な学びの場」「情報の集まる場」と位置づけたことで、子どもたちは図書館を便利な施設と認識するようになった。2009年度（平成21年度）には海士町立海士小学校が「子どもの読書活動優秀実践校」として文部科学大臣表彰を受けた。

### 図書館開館後（2010年以降）

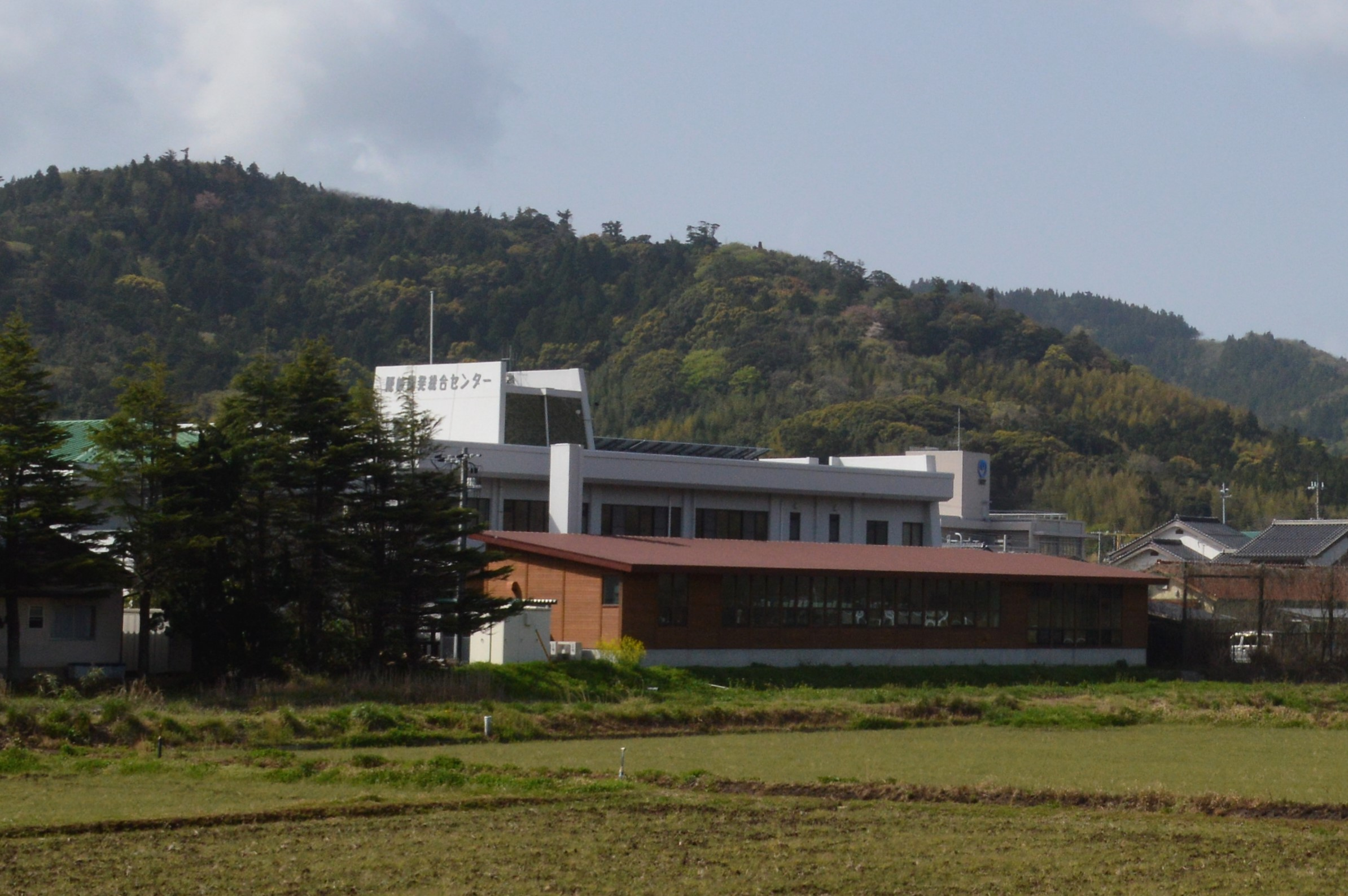
既存の建物（奥の白壁部分）に増築された図書館（手前の赤屋根部分）

海士町役場に隣接する隠岐開発総合センターには、海士町中央公民館や海士町教育委員会事務局が入っている。海士町は図書館として使用する木造平屋建の建物（図書館棟）の増築を計画し、2010年（平成22年）3月19日に着工した。設計は松江市のIMU建築設計事務所、施工は鴻池組山陰支店。増築工事を含む総事業費は2億3049万5000円であり、うち図書館費は4474万2650円である。2010年10月16日、隠岐開発総合センターの1階に海士町中央図書館が開館した。開館時の蔵書数は9,895冊だった。専門書はほとんどなく、住民一人ひとりの要望に応えるのが難しい状況での開館だった。
2011年（平成23年）10月には公式ウェブサイトを開設し、オンライン蔵書目録(OPAC)を導入した。2011年度（平成23年度）には海士町立福井小学校が「子どもの読書活動優秀実践校」として文部科学大臣表彰を受け、2012年度（平成24年度）には海士町中央図書館が「子どもの読書活動優秀実践図書館」として文部科学大臣表彰を受けた。「子どもの読書活動優秀実践図書館」として表彰されたことで、過疎地域における図書館振興の先駆的モデルとして全国に知られるようになった。子どもにとって身近な学校図書館が充実していることで、休日に海士町中央図書館を訪れる子どもは年々増えている。
公民館図書室時代の2003年度（平成15年度）と図書館開館後の2013年度（平成25年度）を比較すると、図書の貸出数は8.7倍に増加している。2013年度の登録率は32.2%であり、登録者には島外者が759人含まれていた。2013年度の住民1人あたり蔵書数は9.8冊、2013年度の住民1人あたり貸出数は4.1冊、2013年度の登録者1人あたりの貸出数は12.8冊だった。2017年度の登録率は36.9％（島内のみ）、住民1人あたり蔵書数は15.2冊、住民1人あたり貸出数は5.1冊、登録者1人あたりの貸出数は11.4冊だった。
| 海士町中央図書館の蔵書冊数 （薄青は図書館開館前） | 海士町中央図書館の蔵書冊数 （薄青は図書館開館前） | 海士町中央図書館の蔵書冊数 （薄青は図書館開館前） | 海士町中央図書館の蔵書冊数 （薄青は図書館開館前） | 海士町中央図書館の蔵書冊数 （薄青は図書館開館前） |
| ------------------------------------------------- | ------------------------------------------------- | ------------------------------------------------- | ------------------------------------------------- | ------------------------------------------------- |
| 年度                                              |                                                   |                                                   |                                                   | 冊数                                              |
| 2003                                              | 2003                                              |                                                   | 約3,500                                           | 約3,500                                           |
| 2011                                              | 2011                                              |                                                   | 13,287                                            | 13,287                                            |
| 2013                                              | 2013                                              |                                                   | 23,064                                            | 23,064                                            |
| 2015                                              | 2015                                              |                                                   | 31,012                                            | 31,012                                            |

| 海士町中央図書館の貸出冊数 （薄緑は図書館開館前） | 海士町中央図書館の貸出冊数 （薄緑は図書館開館前） | 海士町中央図書館の貸出冊数 （薄緑は図書館開館前） | 海士町中央図書館の貸出冊数 （薄緑は図書館開館前） | 海士町中央図書館の貸出冊数 （薄緑は図書館開館前） |
| ------------------------------------------------- | ------------------------------------------------- | ------------------------------------------------- | ------------------------------------------------- | ------------------------------------------------- |
| 年度                                              |                                                   |                                                   |                                                   | 冊数                                              |
| 2003                                              | 2003                                              |                                                   | 1,189                                             | 1,189                                             |
| 2011                                              | 2011                                              |                                                   | 8,628                                             | 8,628                                             |
| 2013                                              | 2013                                              |                                                   | 10,429                                            | 10,429                                            |
| 2015                                              | 2015                                              |                                                   | 14,110                                            | 14,110                                            |

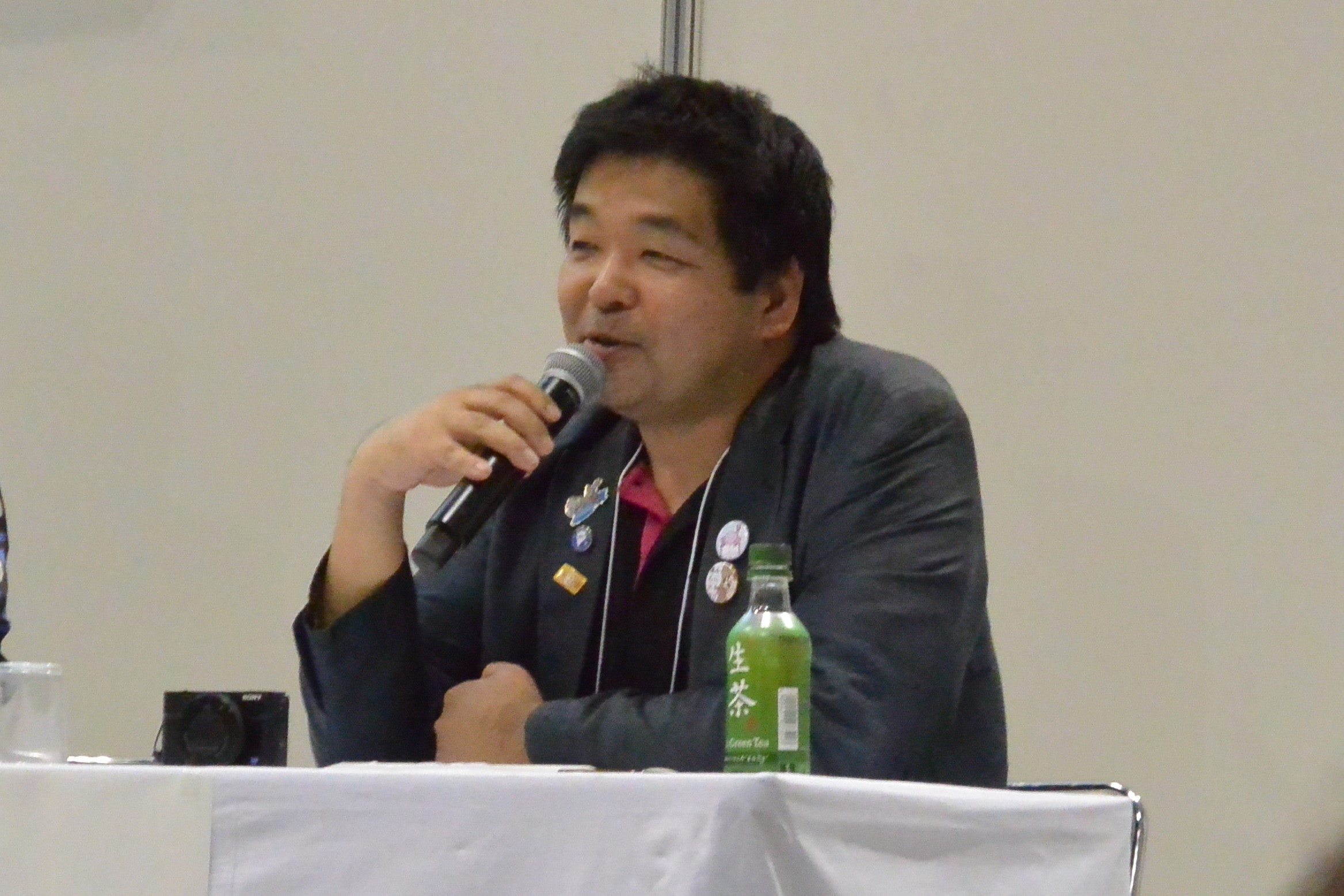
「しまとしょサミット2015 in 海士町」で事例報告を行った岡本真

海士町は他自治体との合併を選択しない単独町政を決めており、2013年（平成25年）時点の図書購入費は年間約130万円と少額、蔵書数は約18,000冊であり専門書が少なかった。2013年5月に海士町を訪れた図書館関係者の話をきっかけとして、2013年10月には図書館と住民有志が協力して、蔵書の充実を目的としてクラウドファンディング「あま図書館応援プロジェクト」を立ち上げた。公共図書館としては全国初のクラウドファンディングである。目標は100万円だったが、2014年1月までに93人から124万5000円が集まり、住民とともに選書して約300冊を購入した。93人の支援者のうち78人は島根県外在住であり、関東地方からの支援金が50%を占めた。支援金のほかに図書そのものの寄贈も相次ぎ、2013年度だけで4,000冊以上が寄贈された。
2014年（平成26年）にはNPO法人知的資源イニシアティブ(IRI)が主催するLibrary of the Year 2014で優秀賞を受賞した。同年11月にパシフィコ横浜の図書館総合展で開催された最終選考会において、優秀賞4機関の中で最多の会場票を集めている。同年の大賞は京都府立総合資料館である。2015年（平成27年）4月12日には「しまとしょサミット 2015 in 海士町」を開催し、離島における図書館などの情報環境についての議論を行った。海士町中央図書館司書の磯谷奈緒子が「海士町中央図書館の冒険」と題した基調講演を行い、アカデミック・リソース・ガイドの岡本真が「離島の情報環境－LRG第10号の調査から」と題した事例報告を行っている。

## 施設

### 海士町中央図書館
| 海士町中央図書館の利用案内 | 海士町中央図書館の利用案内                                       |
| -------------------------- | ---------------------------------------------------------------- |
| 開館時間                   | 月曜・水～日曜 :10時-18時                                        |
| 休館日                     | 火曜日、年末年始、特別整理期間                                   |
| 冊数・期間                 | 10冊まで、3週間                                                  |
| 返却方法                   | 中央図書館のカウンター、中央図書館入口・各図書分館の返却ボックス |

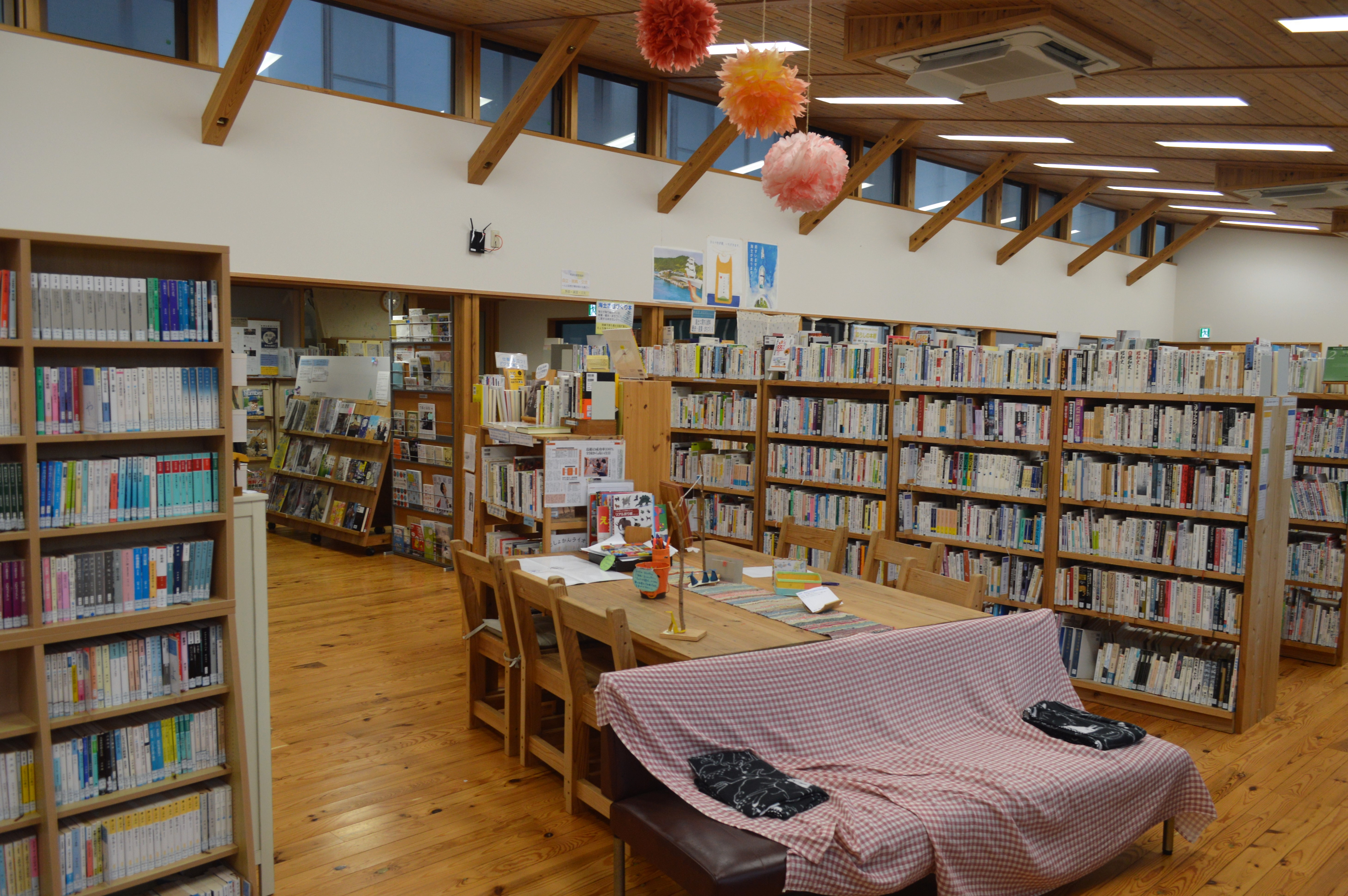
海士町中央図書館の館内

隠岐総合開発センターに増築した図書館部分の延床面積は272m2。蔵書収容能力は一般開架が2万冊である。セルフ式のカフェコーナー、図書館北側の川や田んぼを見渡せるテラス席などがある。木製の書架は2010年の開館前に住民と図書館が共同で製作したものであり、隠岐産の木材が使用されている。児童書エリアにはこたつやソファを置いている。こたつは開館当初にはなかったが、「図書館におしゃべりしに来た」住民の要望で、開館後しばらくして設置したのである。館内では公衆無線LANを利用できる。
海士町の図書館職員は公共図書館と学校図書館を兼務しており、平日の週4-5日の半日は学校へ赴いている。それ以外の時間は公共図書館の業務を行ったり、移動図書館や地域分館の業務で町内を巡回している。2013年度（平成25年度）時点では3人の専任職員がおり、いずれも各小中学校の学校司書を兼任していた。
海士町中央図書館は住民有志と共同で、読書会・映画上映会・図書館の未来を考えるワークショップなどを行っている。海士町へのUターン・Iターン者や女性の利用が多く、子どもだけでなく大人の居場所にもなっている。また隠岐諸島外からの旅行者も訪れるコミュニケーションスペースとなっている。海士町への移住者からは、「この図書館があるから（移住を）決めた」「図書館があったから冬を過ごせた」などという声も寄せられている。2015年時点で月1日は21時まで開館している。

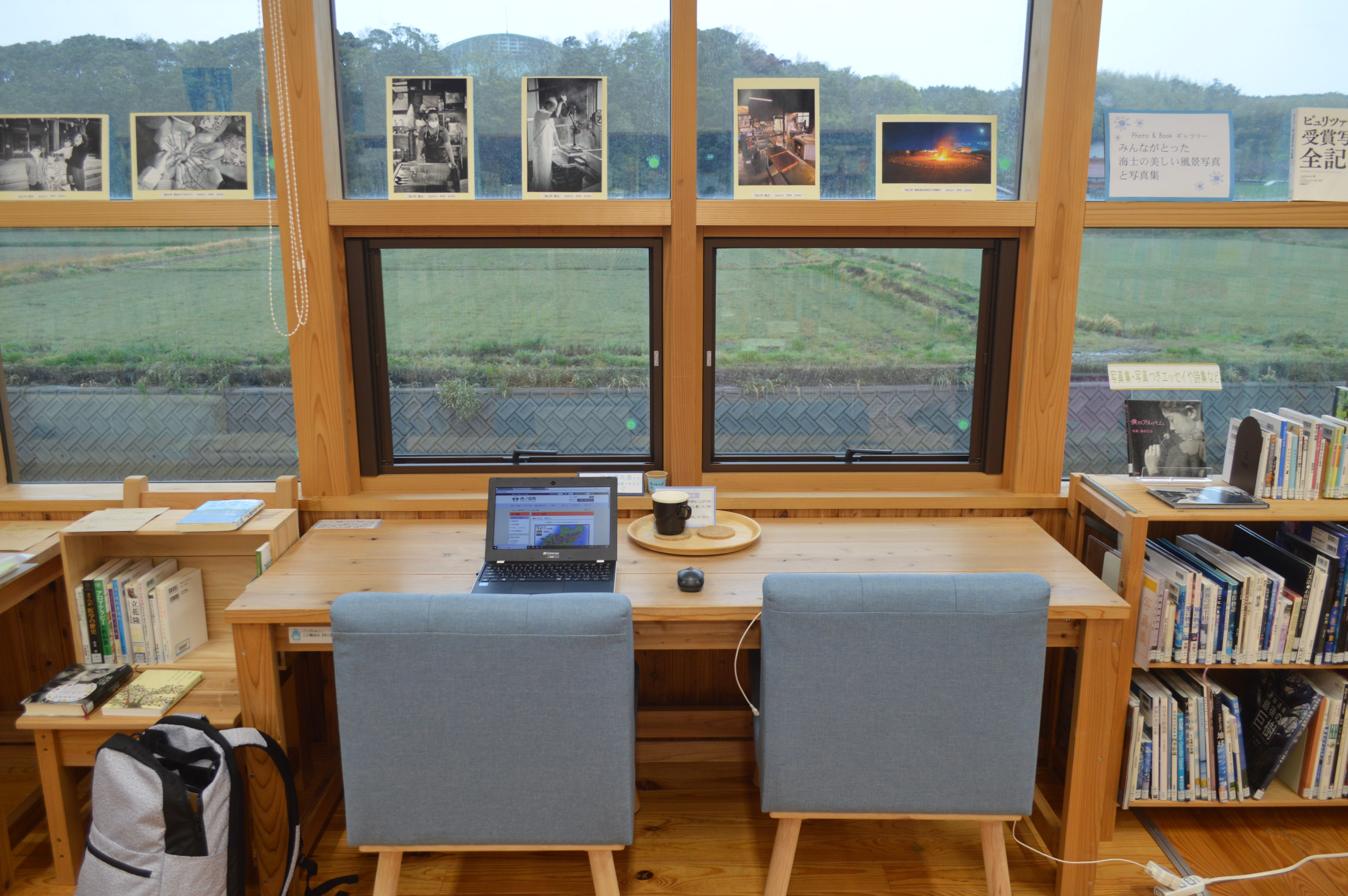
屋外が見渡せるテラス席
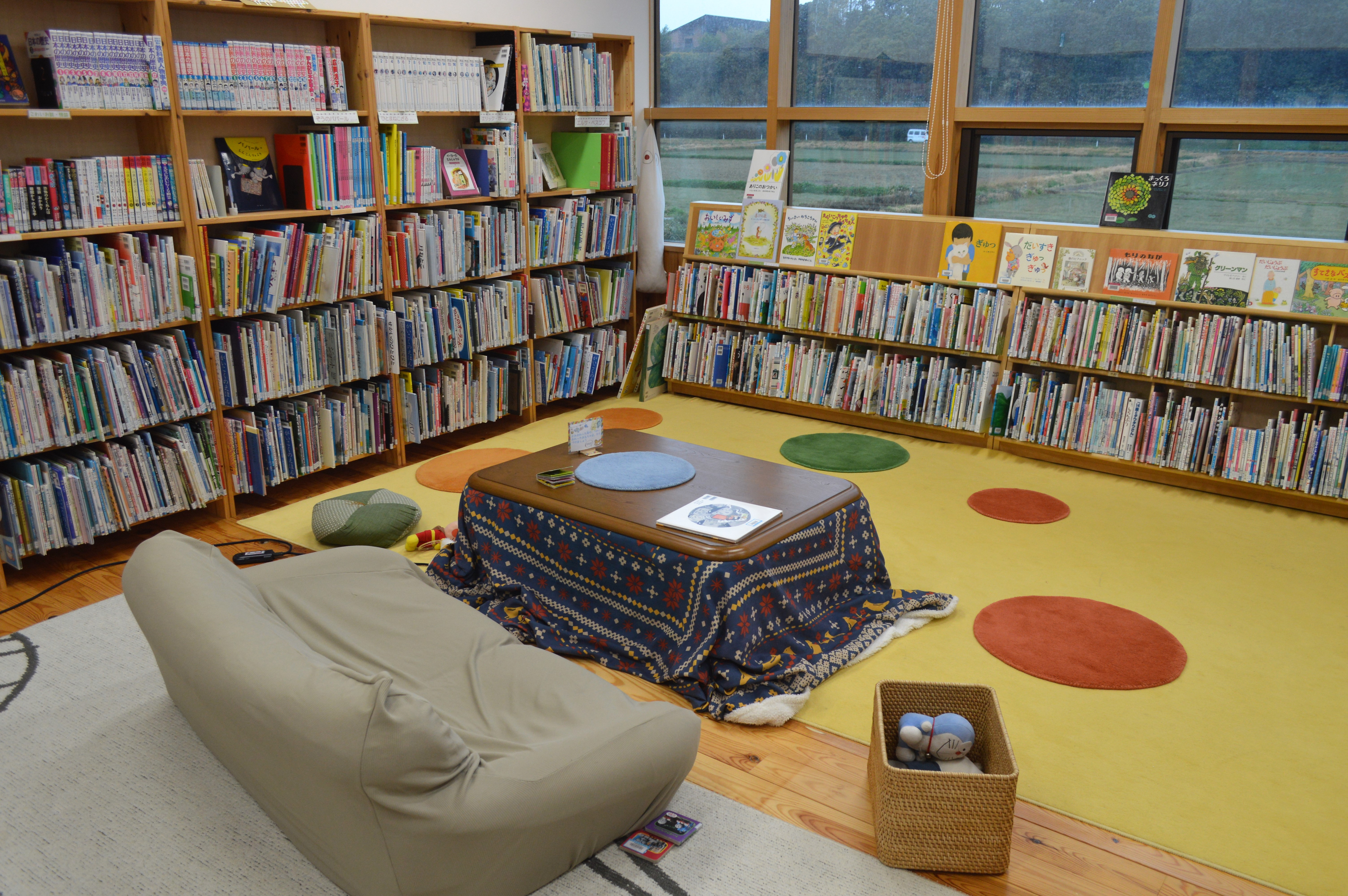
児童書エリア
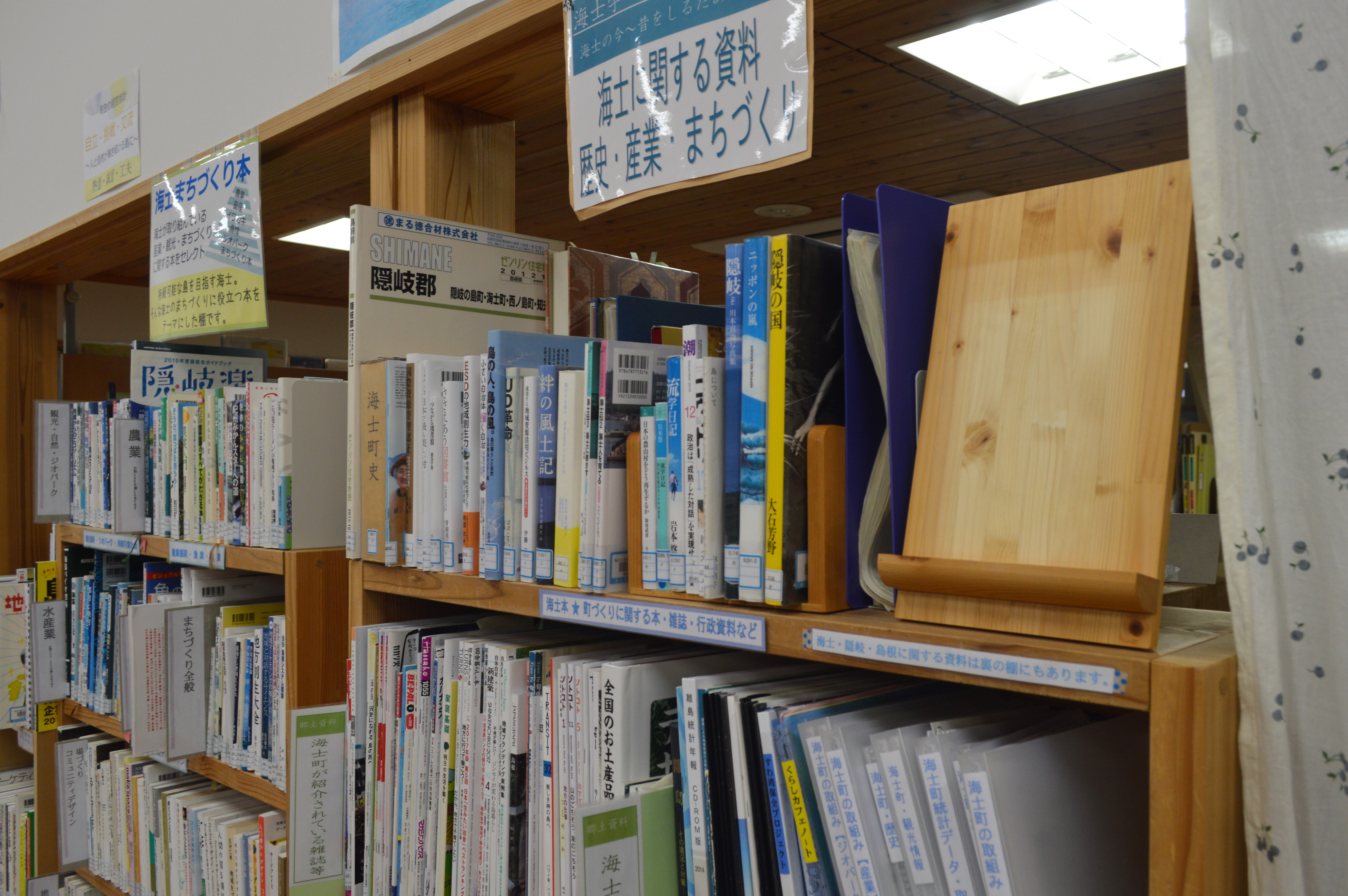
海士町の地域資料
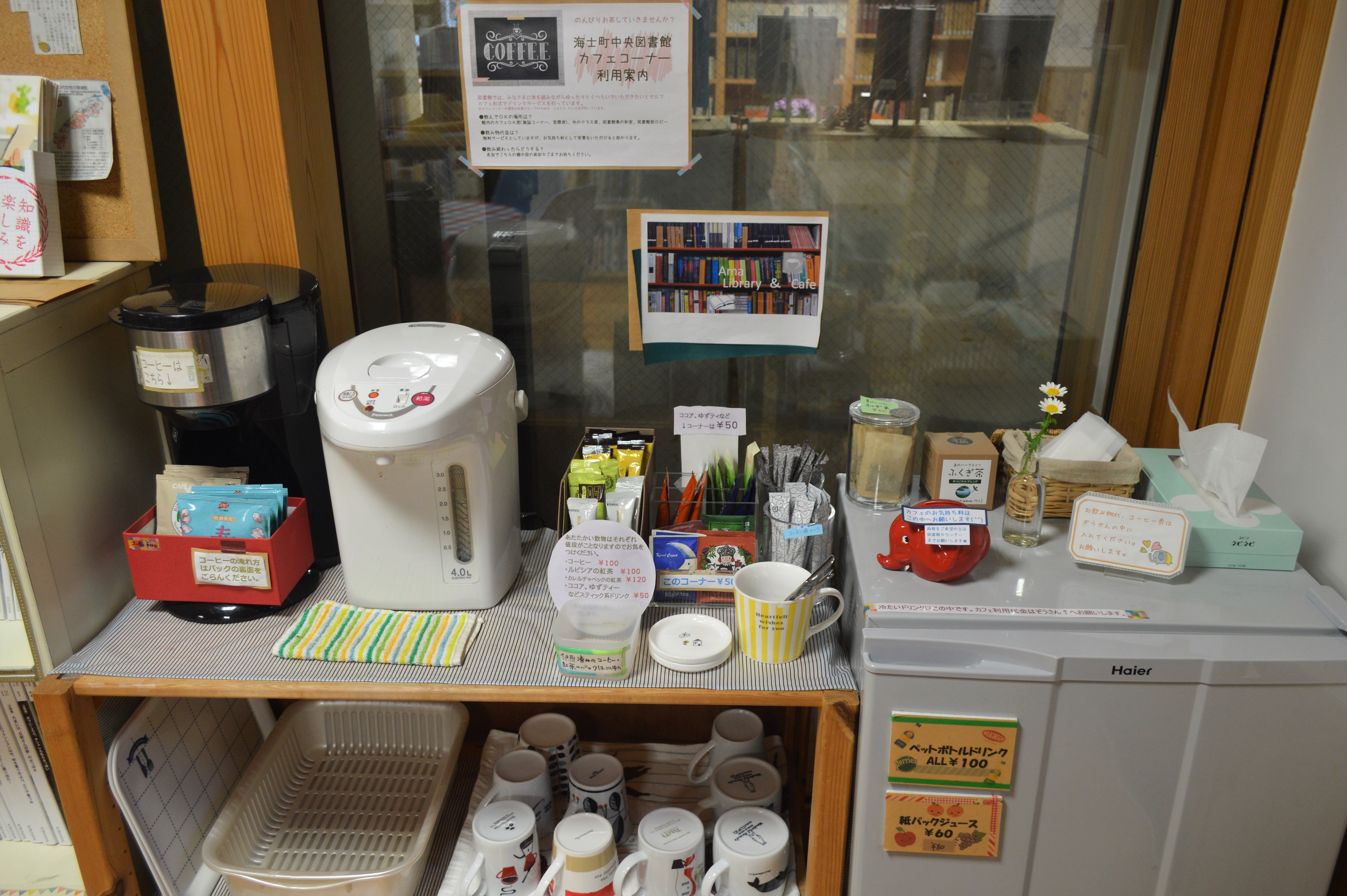
カフェコーナー
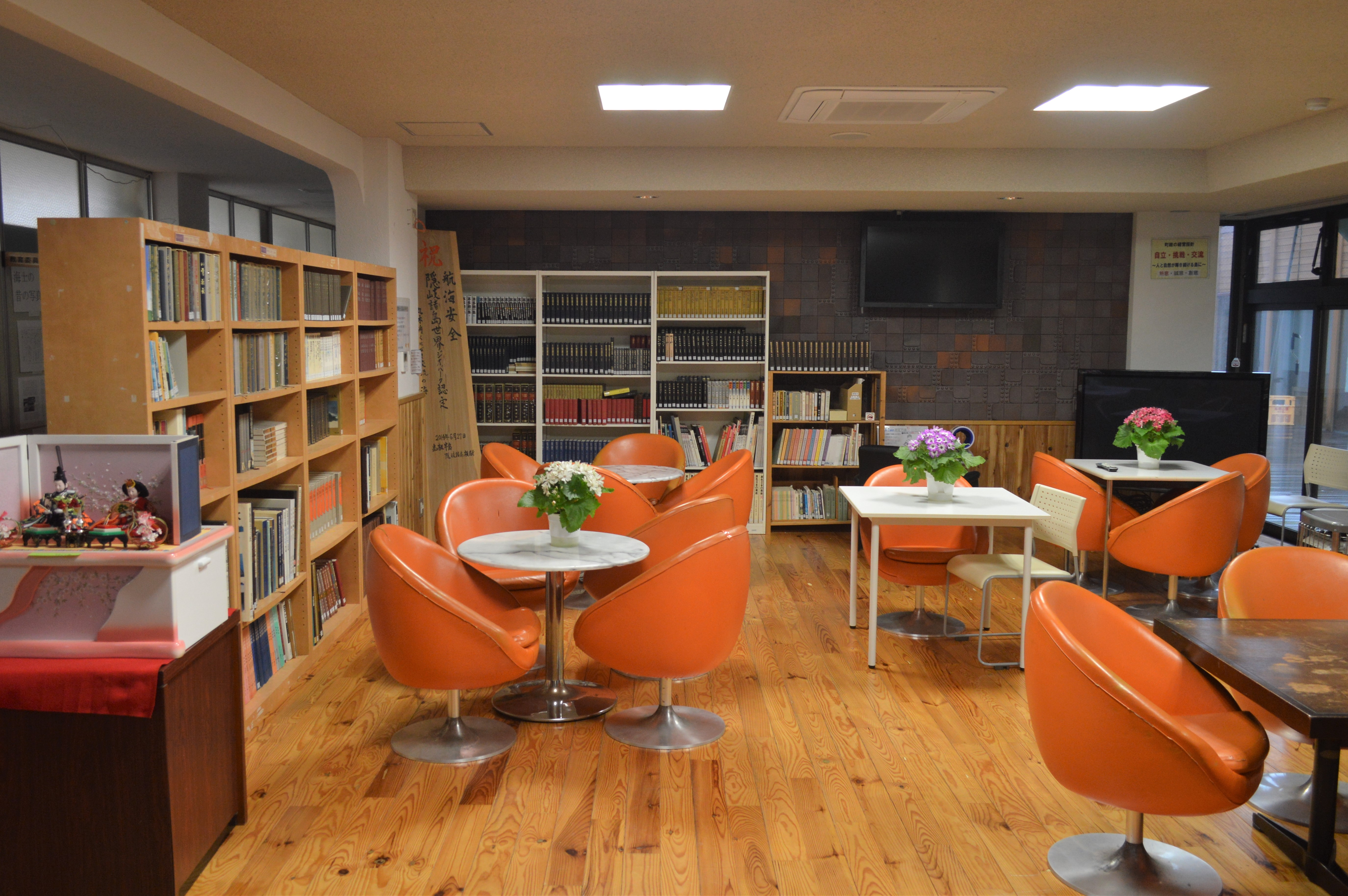
図書館入口前のロビー

### 図書分館

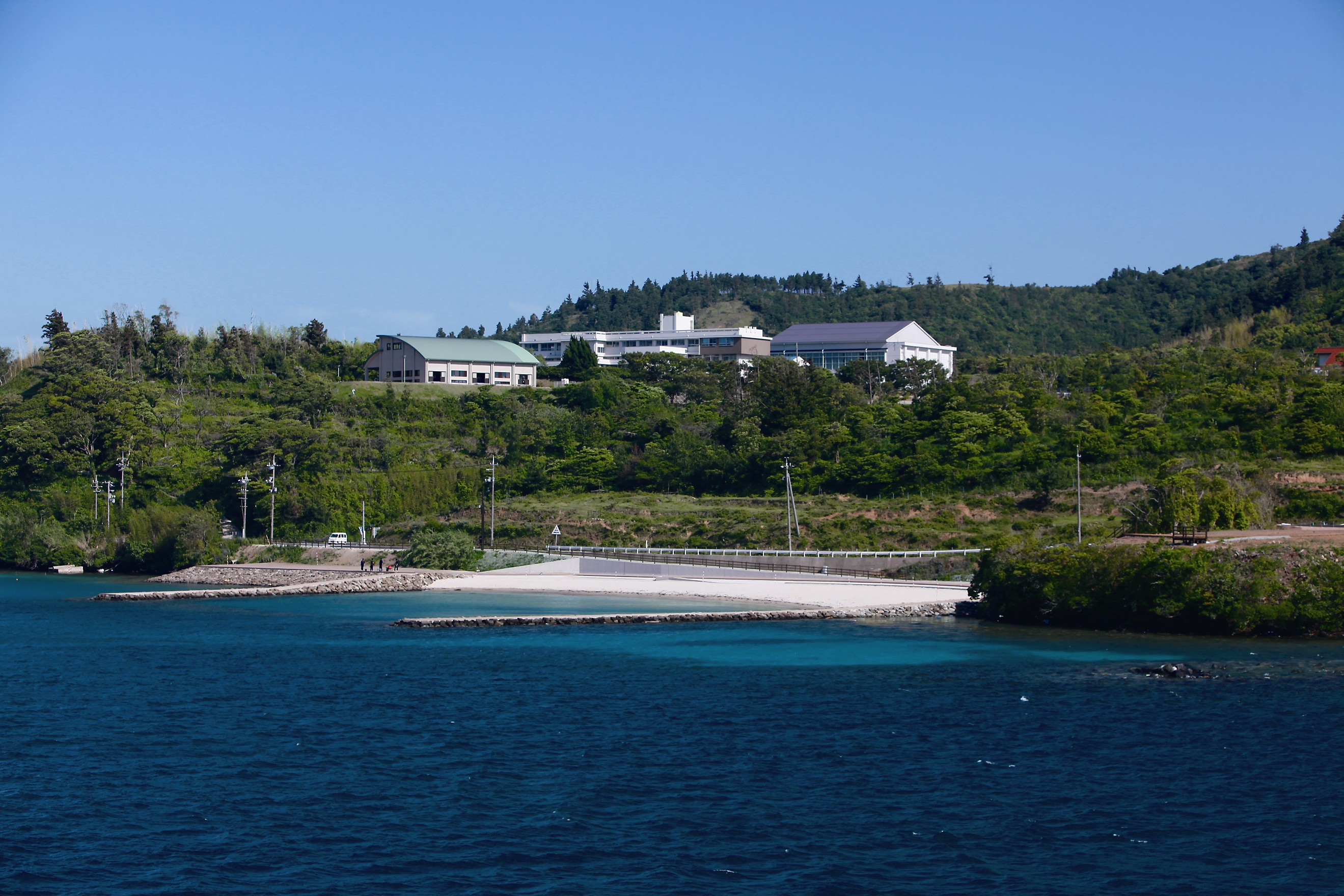
島前唯一の高校である島根県立隠岐島前高等学校

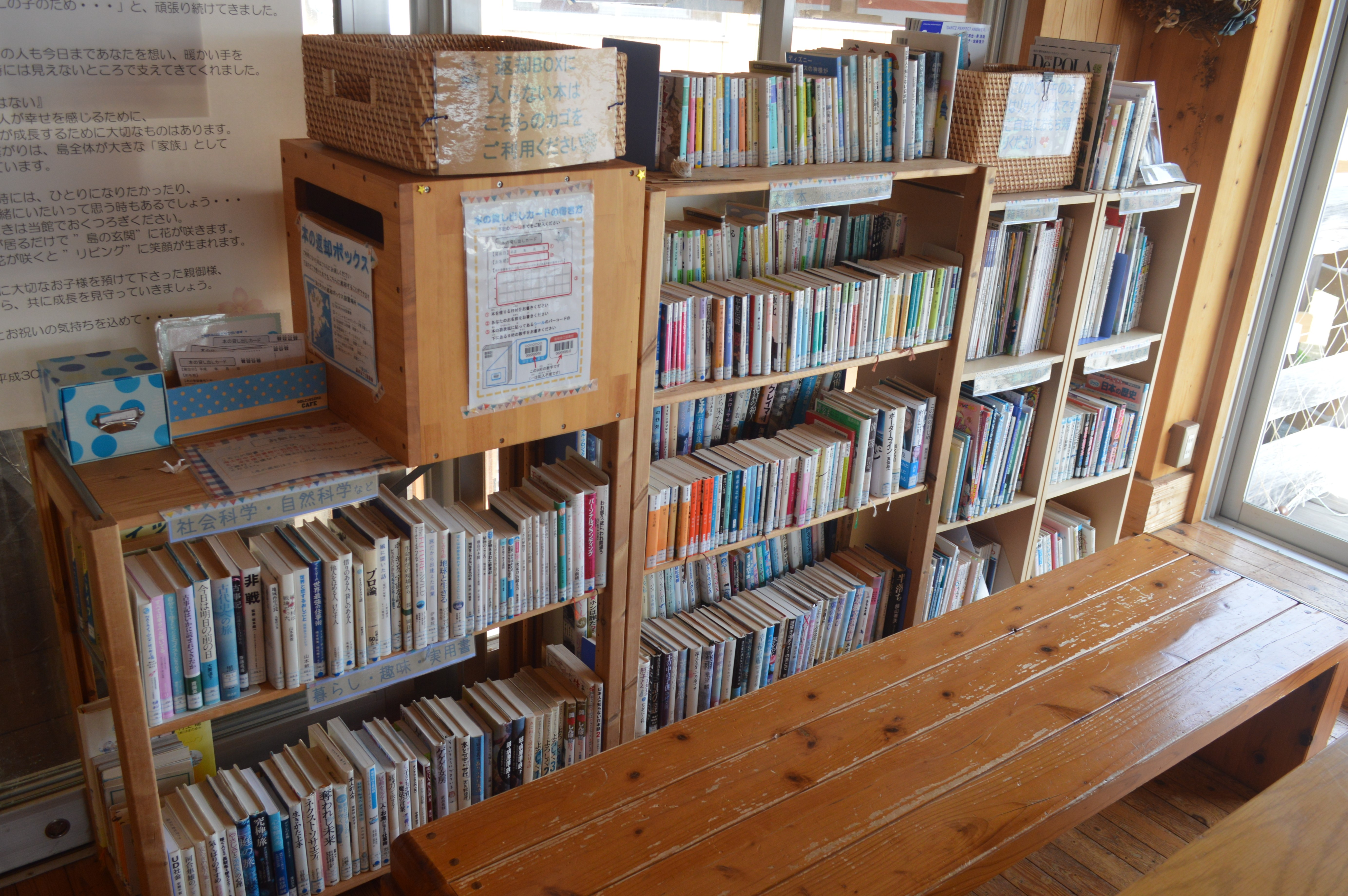
キンニャモニャセンター2階 図書分館

海士町は以下の18施設に図書分館を設置し、海士町中央図書館も含めた島全体の図書館等施設のネットワーク化を図っている。各施設の役割を明確化し、小学校の学校図書館は児童サービスを担う図書館、中学校・高校の学校図書館はヤングアダルトサービスを担う図書館、その他の図書分館や海士町中央図書館はは赤ちゃんから高齢者まで幅広くサービスする図書館と位置付けている。海士町立海士小学校・海士町立福井小学校・海士町立海士中学校・島根県立隠岐島前高等学校の4校の学校図書館はそれぞれ7,000冊-10,000冊の蔵書数を有する。その他の図書分館の蔵書数は数百冊程度であるが、定期的に蔵書の入れ替えを行っており、また住民から図書の寄贈がなされることもある。
| 海士町中央図書館の分館             | 海士町中央図書館の分館                                                                         | 海士町中央図書館の分館 | 海士町中央図書館の分館 | 海士町中央図書館の分館 |
| 名称                               | 所在地                                                                                         | 開設年                 | 蔵書数 （2017年度）    | 貸出数 （2017年度）    |
| ---------------------------------- | ---------------------------------------------------------------------------------------------- | ---------------------- | ---------------------- | ---------------------- |
| キンニャモニャセンター2階 図書分館 | 大字福井1365番地5、北緯36度06分17.9秒 東経133度04分37.0秒 / 北緯36.104972度 東経133.076944度   | 2007年11月             | 679冊                  | 358冊                  |
| 菱浦地区公民館 図書分館            | 大字福井968番地4、北緯36度06分05.6秒 東経133度04分42.7秒 / 北緯36.101556度 東経133.078528度    | 2007年11月             | 264冊                  | 18冊                   |
| 保健福祉センターひまわり 図書分館  | 大字海士3969番地1、北緯36度05分55.2秒 東経133度05分41.2秒 / 北緯36.098667度 東経133.094778度   | -                      | 687冊                  | 97冊                   |
| あまマーレ／co-ba 図書分館         | 大字海士4958番地1                                                                              | 2017年2月              | 740冊                  | 126冊                  |
| 海士診療所                         | 大字海士1466番地                                                                               | 2016年4月              | 199冊                  | 7冊                    |
| 海士歯科診療所                     | 大字海士1466番地                                                                               | 2016年7月              | 137冊                  | 12冊                   |
| 村上家資料館 図書分館              | 大字海士1700番地2                                                                              | 2016年5月              | 45冊                   | 閲覧のみ               |
| マリンポートホテル海士 図書分館    | 大字福井1375番地1                                                                              | 2016年6月              | 187冊                  | 閲覧のみ               |
| 東地区公民館 図書分館              | 大字海士2458番地3                                                                              | 2007年11月             | 3080冊                 | 3冊                    |
| 知々井地区公民館 図書分館          | 大字知々井1589番地7、北緯36度04分39.9秒 東経133度06分46.7秒 / 北緯36.077750度 東経133.112972度 | 2007年11月             | 151冊                  | 52冊                   |
| 崎文化センター 図書分館            | 大字崎1748番地、北緯36度03分01.1秒 東経133度05分04.5秒 / 北緯36.050306度 東経133.084583度      | 2007年11月             | 193冊                  | 32冊                   |
| 隠岐國学習センター分館             | 大字福井1339番地、北緯36度06分11.0秒 東経133度04分34.3秒 / 北緯36.103056度 東経133.076194度    | 2015年6月              | 365冊                  | 63冊                   |
| 島前研修交流センター三燈分館       | 大字福井1403番地、北緯36度06分13.3秒 東経133度04分20.6秒 / 北緯36.103694度 東経133.072389度    | 2015年6月              | 398冊                  | 55冊                   |
| けいしょう保育園 図書コーナー      | 大字海士3980番地31、北緯36度06分04.2秒 東経133度05分42.4秒 / 北緯36.101167度 東経133.095111度  | 2008年                 | 445冊                  | 849冊                  |
| 海士町立海士小学校図書館           | 大字海士4970番地、北緯36度06分19.4秒 東経133度06分25.4秒 / 北緯36.105389度 東経133.107056度    |                        | 約7,000冊              |                        |
| 海士町立福井小学校図書館           | 大字福井412番地、北緯36度05分51.5秒 東経133度05分07.5秒 / 北緯36.097639度 東経133.085417度     |                        | 約7,000冊              |                        |
| 海士町立海士中学校図書館           | 大字海士944番地、北緯36度05分24.3秒 東経133度05分17.7秒 / 北緯36.090083度 東経133.088250度     |                        | 約10,000冊             |                        |
| 島根県立隠岐島前高等学校図書館     | 大字福井1403番地、北緯36度06分12.8秒 東経133度04分28.3秒 / 北緯36.103556度 東経133.074528度    |                        | 約10,000冊             |                        |

### 移動図書館
海士町中央図書館や各図書分館に足を運べない住民を対象として、保健師が14の地区公民館で開催している健康相談に合わせて、2か月に1回の頻度で移動図書館車を巡回させている。ステーションごとに4-5人の利用者がおり、職員はその地区の利用者のニーズにあった図書を選択して巡回している。